# Pāora Winitana
Pāora Winitana (Hastings, Nueva Zelanda, 6 de diciembre de 1976) es un exjugador de baloncesto neozelandés que actuaba en la posición de escolta. Representó a su país en los Juegos Olímpicos de Atenas 2004 y en las ediciones de 2002 y 2006 de la Copa Mundial de Baloncesto.

## Trayectoria
Se destacó como baloncestista durante su etapa juvenil jugando para los equipos de la Hastings Boys' High School y del Church College of New Zealand. Por ello en 1996 fue reclutado por los North Harbour Vikings, con los que haría su debut en la NZNBL. 
En su primera temporada fue reconocido como el Rookie of the Year. Jugó dos años más con su equipo, hasta que en 1999 abandonó el baloncesto por motivos religiosos para desempeñarse como misionero mormón en Australia.
Regresó al deporte profesional en 2001. En los años siguientes se consolidó como una figura de la NZNBL, siendo campeón y MVP de la temporada en 2006 mientras jugaba con los Hawke's Bay Hawks. También incursionó en la NBL de Australia como miembro de los New Zealand Breakers y los Adelaide 36ers.
En 2015 el entrenador Liam Flynn de los Hawke's Bay Hawks fue despedido poco antes de que concluyese la temporada, por lo que Winitana actuó como jugador-entrenador para remplazarlo.
Se retiró en 2016 y al año siguiente los Hawke's Bay Hawks retiraron su número, realizando una ceremonia que incluyó un haka.

## Selección nacional
Winitana formó parte de los seleccionados juveniles de baloncesto de Nueva Zelanda, llegando a disputar el Campeonato Mundial de Baloncesto Sub-22 Masculino de 1997.
Con la selección absoluta participó del torneo masculino de baloncesto de los Juegos Olímpicos de Atenas 2004, así como también de las ediciones de 2002 y 2006 de la Copa Mundial de Baloncesto y de varios campeonatos regionales.
Su mejor actuación fue en los Juegos de la Mancomunidad de 2006, donde los neozelandeses obtuvieron la medalla de plata al caer en la final ante Australia.

## Vida personal
Winitana es obispo de la Iglesia de los Santos de los Últimos Días desde 2005, lo que hizo que en varias ocasiones se abstuviera de jugar partidos para que éstos no interfirieran en sus celebraciones religiosas.
Dos de sus hermanos y dos de sus hermanas también se han dedicado al baloncesto, llegando a representar internacionalmente a su país. Su hijo, Pāora Winitana Jr., ha jugado en el baloncesto universitario estadounidense. 